# سفت‌مهره‌ریختان
سفت‌مهره‌ریختان (انگلیسی: Stereospondylomorpha) نام یک کلاد از بریده‌مهرگان است. این کلاد شامل بالاخانواده پایه‌گذارخزنده‌واران است و گروه متنوع‌تر سفت‌مهرگان را نیز دربر می‌گیرد.